# Cytaea hezizhen
Espèce
Cytaea hezizhen est une espèce d'araignées aranéomorphes de la famille des Salticidae.

## Distribution
Cette espèce est endémique du Jiangxi en Chine,. Elle se rencontre vers Jinggangshan.

## Description
Le mâle holotype mesure 3,75 mm et la femelle paratype 3,91 mm.

## Systématique et taxinomie
Cette espèce a été décrite par Liu en 2025.

## Étymologie
Cette espèce est nommée en l'honneur de He Zizhen.

## Publication originale
- Liu, Yao, Cai, Wang & Liu, 2025 : « Diversity of jumping spiders (Araneae, Salticidae) in the Jinggangshan National Nature Reserve, Jiangxi, China. » ZooKeys, vol. 1239, p. 183-212 (texte intégral).